# Listă de filme românești din 2015
Aceasta este o listă de filme românești din 2015:

## Lista
| Premiera mondială | Titlu             | Studio | Distribuție, echipa tehnică                                                  | Gen               | Ref. |
| ----------------- | ----------------- | ------ | ---------------------------------------------------------------------------- | ----------------- | ---- |
|                   | Acasă la tata     |        | Andrei Cohn (regia)                                                          |                   |      |
|                   | Aferim!           |        | Radu Jude (regia)                                                            | dramatic, istoric |      |
|                   | Aliyah DaDa       |        | Oana Giurgiu (regia)                                                         | documentar        |      |
|                   | Alt Love Building |        | Iulia Rugină (regia); cu Dragoș Bucur, Dorian Boguță și Alexandru Papadopol. |                   |      |